# 1586
| [ Edytuj tabelę ]              | |
| Król Polski                    | - 1575 Anna Jagiellonka 1587 - 1575 Stefan Batory 1586                                                                                                |
| Współksiążęta Andory           | - 1580 Hug Ambrós de Montcada 1586 - 1572 Henryk IV Burbon 1610                                                                                       |
| Król Anglii                    | - 1558 Elżbieta I 1603 |
| Elektor Brandenburgii          | - 1571 Jan Jerzy 1598 |
| Książę Bawarii                 | - 1579 Wilhelm V 1597 |
| Sułtan Brunei                  | - 1575 Saiful Rijal 1600 |
| Cesarz Chin                    | - 1572 Wanli 1620 |
| Król Czech                     | - 1576 Rudolf II Habsburg 1611 |
| Król Danii                     | - 1559 Fryderyk II 1588 |
| Dalajlama                      | - 1543 Sonam Gjaco 1588 |
| Cesarz Etiopii                 | - 1563 Sertse Dyngyl 1597 |
| Król Francji                   | - 1574 Henryk Walezy 1589 |
| Król Hiszpanii                 | - 1556 Filip II 1598 |
| Landgraf Hesji-Kassel          | - 1567 Wilhelm IV Mądry 1592 |
| Stadhouder Holandii            | - 1584 Maurycy Orański 1625 |
| Szach Iranu                    | - 1577 Mohammad Chodabande 1587 |
| Państwo Wielkich Mogołów       | - 1556 Akbar 1605 |
| Cesarz Japonii                 | - 1557 Ōgimachi 1586 - 1586 Go-Yōzei 1611 |
| Kalif                          | - 1574 Murad III 1595 |
| Patriarcha Konstantynopola     | - 1585 Teolept II 1586 |
| Władca Korei                   | - 1567 Sŏnjo 1608 |
| Książę Kurlandii i Semigalii   | - 1561 Gotthard Kettler 1587 |
| Sułtan Maroka                  | - 1578 Ahmad al-Mansur 1603 |
| Senior Monako                  | - 1581 Karol II 1589 |
| Król Nawarry                   | - 1572 Henryk III 1610 |
| Król Norwegii                  | - 1559 Fryderyk II 1588 |
| Sułtan Omanu                   | - 1560 Abd Allah ibn Muhammad 1624 |
| Elektor Palatynatu             | - 1583 Fryderyk IV 1610 |
| Papież                         | - 1585 Sykstus V 1590 |
| Książę Parmy i Piacenzy        | - 1556 Oktawiusz Farnese 1586 - 1586 Aleksander 1592                                                                                                  |
| Król Portugalii                | - 1581 Filip I 1598 |
| Książę w Prusach               | - 1568 Albrecht Fryderyk 1618 - 1578 Jerzy Fryderyk (regent) 1603                                                                                     |
| Car Rosji                      | - 1584 Fiodor I 1598 |
| Cesarz Rzymski (niemiecki)     | - 1576 Rudolf II Habsburg 1612 |
| Kapitanowie Regenci San Marino | - 1585 Giuliano Corbelli Liberio Gabrielli 1586 - 1586 Ascanio Belluzzi Francesco Giannini 1586 - 1586 Paol'Antonio Onofri Giambattista Belluzzi 1587 |
| Elektor Saksonii               | - 1553 August Wettyn 1586 - 1586 Krystian I Wettyn 1591                                                                                               |
| Król Szkocji                   | - 1567 Jakub VI 1625 |
| Król Szwecji                   | - 1569 Jan III Waza 1592 |
| Król Tajlandii                 | - 1569 Maha Thammaracha Thirat 1590 |
| Sułtan Turków                  | - 1574 Murad III 1595 |
| Doża Wenecji                   | - 1585 Pasqual Cicogna 1595 |
| Król Węgier                    | - 1576 Rudolf II 1608 |

Rok 1586 / MDLXXXVI
stulecia: XV wiek ~
XVI wiek ~
XVII wiek

lata: 1576 «
1581 «
1582 «
1583 «
1584 «
1585 «
1586
» 1587
» 1588
» 1589
» 1590
» 1591
» 1596

## Wydarzenia w Polsce
- 12 grudnia – Stefan Batory niespodziewanie zmarł w Grodnie, po 10 latach panowania.

## Wydarzenia na świecie
- 29 lipca – został założony Tiumeń, pierwsze rosyjskie miasto na Syberii.
- 22 września – wojna osiemdziesięcioletnia: zwycięstwo Hiszpanów nad wojskami holendersko-angielskimi w bitwie pod Zutphen.
- Sir Francis Drake przywiózł z wysp Morza Karaibskiego do Anglii pierwszy ładunek tytoniu.
- Bitwa o Carhos: Henryk Nawarski zbrojnie zaatakował to miasto i zdobył je.

## Urodzili się
- 20 stycznia – Johann Hermann Schein, niemiecki kompozytor epoki baroku (zm. 1630)
- 29 stycznia – Ludwik Wirtemberski-Mömpelgard, książę Wirtembergii-Mömpelgard (zm. 1631)
- 26 lutego – Niccolò Cabeo, włoski jezuita, filozof, fizyk (zm. 1650)
- 2 kwietnia – Pietro della Valle, włoski podróżnik (zm. 1652)
- 17 kwietnia – John Ford (dramaturg), angielski poeta i dramaturg (zm. 1640)
- 20 kwietnia – Róża z Limy, peruwiańska tercjarka dominikańska, święta katolicka (zm. 1617)
- 7 maja – Franciszek IV Gonzaga, 5. książę Mantui i (jako Franciszek II) książę Montferratu (zm. 1612)
- 24 czerwca – Jerzy Jan II Wittelsbach (Pfalz-Veldenz), hrabia palatyn i książę Palatynatu-Lützelstein-Guttenberg (zm. 1654)
- 17 sierpnia – Johann Valentin Andreae, niemiecki pisarz, matematyk i teolog (zm. 1654)
- 15 września – Antonius Sanderus, flamandzki historyk, filolog i teolog (zm. 1664)
- 15 października – Valerian von Magnis, prowincjał austriacko-czeskiej prowincji zakonu kapucynów (zm. 1661)
- 20 października – Luke Foxe, angielski żeglarz i odkrywca (zm. 1635)
- 6 grudnia – Niccolò Zucchi, włoski astronom, fizyk i jezuita (zm. 1670)

- data dzienna nieznana: 
  - Sebastian Bobola – duchowny katolicki, jezuita profesor kolegium kaliskiego (zm. 1649)
  - Dirck Camphuysen – niderlandzki malarz, teolog i poeta (zm. 1627)
  - Jerzy Chreptowicz – wojewoda nowogródzki, parnawski, kasztelan żmudzki (zm. 1650)
  - Joost Cornelisz. Droochsloot – holenderski malarz okresu baroku (zm. 1666)
  - Julius d’Austria – najstarszy, nieślubny syn Rudolfa II Habsburga oraz jego kochanki Kathariny Strady (zm. 1609)
  - Janusz Kiszka – wojewoda połocki (zm. 1653)
  - Piotr Opaliński – wojewoda poznański (zm. 1624)
  - Radu Mihnea – hospodar wołoski, hospodar mołdawski z dynastii Basarabów (zm. 1626)
  - Théophraste Renaudot – francuski lekarz, filantrop i dziennikarz (zm. 1653)
  - Giulio Cesare Sacchetti – włoski duchowny katolicki, kardynał (zm. 1663)
  - Wojciech Sokołowski – jezuita, filozof i teolog (zm. 1631)
  - Luis Tristán – hiszpański malarz okresu manieryzmu (zm. 1624)

## Zmarli
- 18 stycznia – Małgorzata Parmeńska, księżna Parmy. Nieślubna córka cesarza Karola V i Johanny Marii van der Gheynst (ur. 1522)
- 21 stycznia – Edward Stransham, angielski duchowny katolicki, męczennik, błogosławiony (ur. ok. 1554)
- 25 stycznia – Lucas Cranach młodszy, niemiecki malarz (ur. 1515)
- 26 stycznia – Kunegunda Jakobina, elektorówna reńska, hrabina Nassau Dillenburg z dynastii Wittelsbachów (ur. 1556)
- 11 lutego – August Wettyn (elektor), książę elektor Saksonii (ur. 1526)
- 25 marca – Małgorzata Clitherow, święta katolicka i męczennica (ur. 1556)
- 30 marca – Anna Wittelsbach (Pfalz-Veldenz), księżniczka Palatynatu-Veldenz (ur. 1540)
- 8 kwietnia – Martin Chemnitz, niemiecki działacz reformacyjny (ur. 1522)
- 19 kwietnia – Marcin Białobrzeski, biskup kamieniecki, bibliofil, pisarz, teolog i kaznodzieja (ur. 1530)
- 7 maja – Jerzy II brzeski, syn Fryderyka II legnickiego i Zofii Hohenzollern (ur. 1523)
- 9 maja – Luis de Morales, hiszpański malarz okresu manieryzmu (ur. 1512)
- 9 czerwca – Filippo Boncompagni, włoski kardynał (ur. 1548)
- 15 czerwca – Primož Trubar, słoweński duchowny protestancki (ur. 1508)
- 8 lipca – Masakatsu Hachisuka, samuraj (ur. 1526)
- 9 lipca – Melchior Lange, patrycjusz świdnicki, rajca burmistrz miasta (ur. ?)
- 1 października – Adolf I (książę Holsztynu-Gottorp), książę Holsztynu-Gottorp (ur. 1526)
- 17 października – Philip Sidney, angielski poeta i prozaik (ur. 1554)
- 11 listopada – Gabriel Batory (1555–1586), węgierski szlachcic, syn Andrzeja Batorego i Małgorzaty Majláth (ur. 1555)
- 20 listopada – Jakub Milewski, dziekan łęczycki i łowicki, kanonik krakowski, biskup pomocniczy krakowski (ur. ?)
- 12 grudnia – Stefan Batory, król polski (ur. 1533)

- data dzienna nieznana: 
  - Gerard van der Aa – holenderski polityk (ur. ?)
  - Eliezer Aszkenazy – sefardyjski rabin, lekarz, uczony i pajant (ur. 1513)
  - Elżbieta von Maltzan – regentka sycowskiego wolnego państwa stanowego (ur. 1530)
  - Andrea Gabrieli – włoski kompozytor i organista (ur. ok. 1510)
  - Michał Haraburda – pisarz wielki litewski (ur. ?)
  - Hrehory Hrynkowicz Wołłowicz – przedstawiciel litewskiej magnaterii z rodu Wołłowiczów (ur. ?)

## Święta ruchome
- Tłusty czwartek: 13 lutego
- Ostatki: 18 lutego
- Popielec: 19 lutego
- Niedziela Palmowa: 30 marca
- Wielki Czwartek: 3 kwietnia
- Wielki Piątek: 4 kwietnia
- Wielka Sobota: 5 kwietnia
- Wielkanoc: 6 kwietnia
- Poniedziałek Wielkanocny: 7 kwietnia
- Wniebowstąpienie Pańskie: 15 maja
- Zesłanie Ducha Świętego: 25 maja
- Boże Ciało: 5 czerwca